# NGC 5466
NGC 5466 je kulová hvězdokupa v souhvězdí Pastýře. Objevil ji William Herschel 17. května 1784.
Hvězdokupa je od Země vzdálena 52 200 světelných let.
Patří mezi nejvzdálenější kulové hvězdokupy, které jsou v dosahu malých amatérských dalekohledů, a mezi nejméně zhuštěné kulové hvězdokupy.

## Pozorování

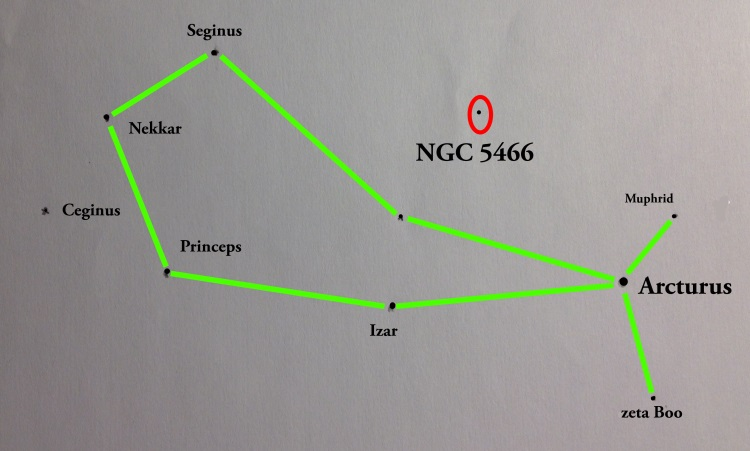
Poloha NGC 5466 v souhvězdí Pastýře

Hvězdokupu je možné nalézt i triedrem nebo menším hvězdářským dalekohledem 6° jihozápadně od hvězdy s magnitudou 3,6 ρ Bootis, ale částečně ji na hvězdy rozloží až dalekohled o průměru 250 mm nebo větším, protože její nejjasnější hvězdy mají 13. magnitudu.
Přibližně 5° západně leží další kulová hvězdokupa Messier 3.

## Vlastnosti

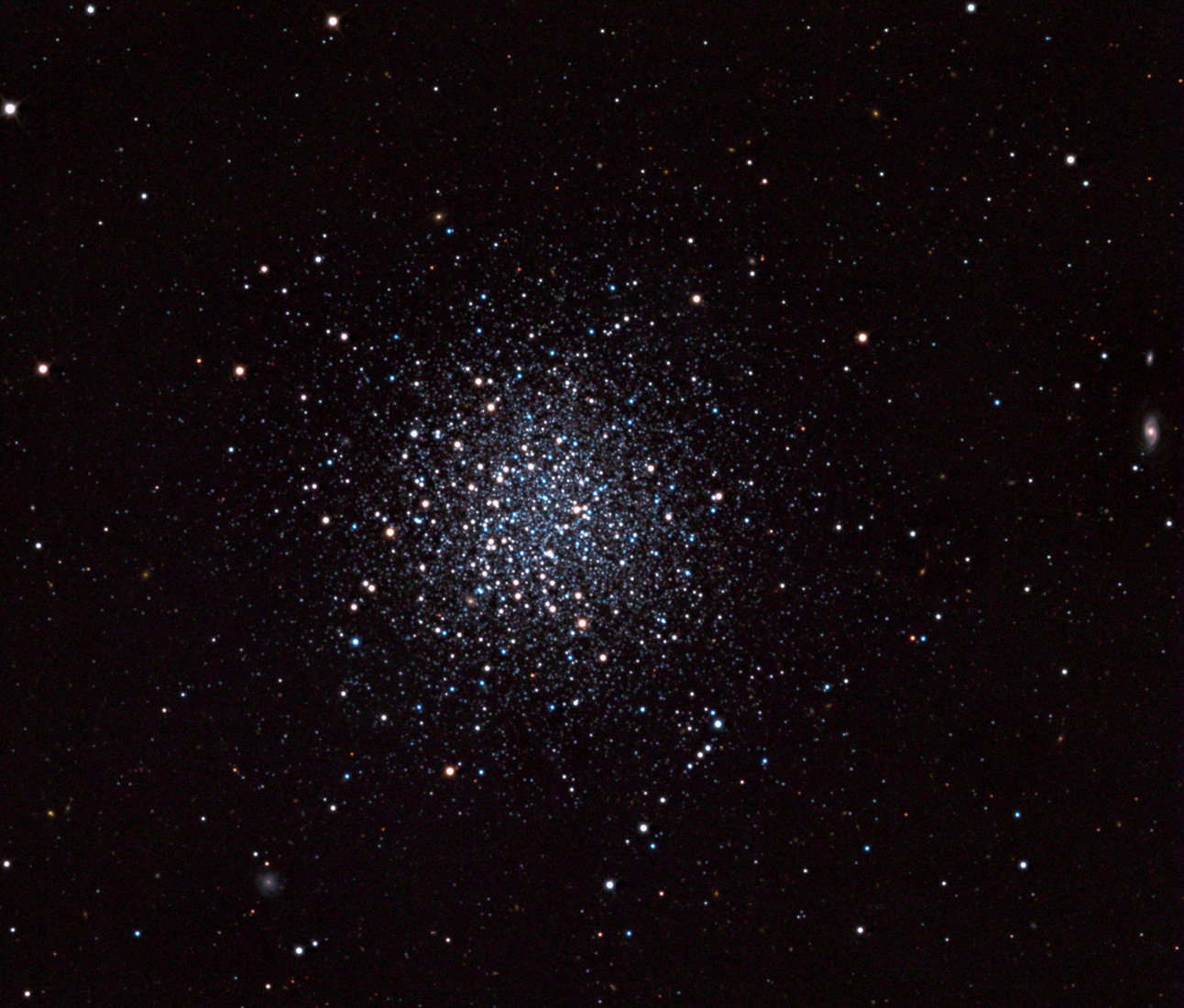
NGC 5466 na amatérském snímku z dalekohledu o průměru 32 palců

NGC 5466 je kulová hvězdokupa bez středového zhuštění, proto se řadí do 12. stupně podle Shapleyho–Sawyerové klasifikace.
Její odhadovaná vzdálenost od Země je 16 000 parseků (52 200 světelných let), má podprůměrně nízkou metalicitu a obsahuje pouze několik desítek tisíc hvězd.
V roce 2006 bylo zjištěno, že z této hvězdokupy vychází dlouhý proud hvězd, který byl nazván 45 Degree Tidal Stream, na obloze má délku přinejmenším 45 stupňů, šířku přibližně 1,4° a ze souhvězdí Pastýře míří až do souhvězdí Velké medvědice.